# Intelsat 15
Intelsat 15 (IS-15) - (ІнтелСат) - американський супутник, що стартував з космодрому Байконур 30 листопада 2009 року. Створений для заміни старих Intelsat 709. Супутник має 22 потужних транспондера Ku-діапазону, які спрямовані на Близький Схід, Індійський океан та Росію (4 транспондера з смугою 36 МГц, хоча раніше планувалося 6 ). Замовником є компанія Intelsat, яка проводить оновлення  свого угруповання, а виробником Orbital Sciences Corporation, яка використовує для цього власну платформу STAR-2.

## Російський ринок
Завдяки цьому супутнику, компанія Intelsat зможе зміцнити свої позиції на російському ринку, що зазначає дефіцит супутникової ємності, усугубившийся аварією Експрес АМ2 в березні 2009 року. Відзначається так само, що російський промінь по зоні покриття дуже близький до зони охоплення АМ2. Деякі супутникові оператори планують використовувати даний борт для комерційних цілей.
| |  |  |
| — Владислава Ігнатова. В умовах гострої нестачі супутникового ресурсу для розвитку мереж VSAT доцільно вивільняти для цих додатків дефіцитну ємність російських супутників, на які поширюється спрощена процедура реєстрації, в той час як для організації мовлення і магістральних каналів зв'язку можуть успішно використовуватися зарубіжні апарати. При цьому такий обмін дозволить операторам зв'язку і телемовникам суттєво знизити свої витрати. |  |  |

В березні 2010 року компанія Оріон Експрес запустила з цього супутника новий проект під брендом - «Континент ТВ».